# Remo Stefanoni
Remo Stefanoni , né le 10 septembre 1940 à Bardello (Lombardie), est un coureur cycliste italien, professionnel de 1963 à 1969. 

## Palmarès

### Palmarès amateur
- 1961
  - 3e de la Coppa d'Inverno
- 1962
  - Turin-Bielle
  - 3e de la Coppa d'Inverno
- 1963
  - Trofeo Napoleone Faina

### Palmarès professionnel
- 1965
  - 4e étape du Tour d'Andalousie
  - 2e étape du Tour de Catalogne

## Résultats sur les grands tours

### Tour de France
2 participations
- 1965 : 75e
- 1967 : abandon (6e étape)

### Tour d'Italie
4 participations
- 1964 : 42e
- 1966 : 78e
- 1967 : 43e
- 1968 : 68e